# Arpenik Nalbandian

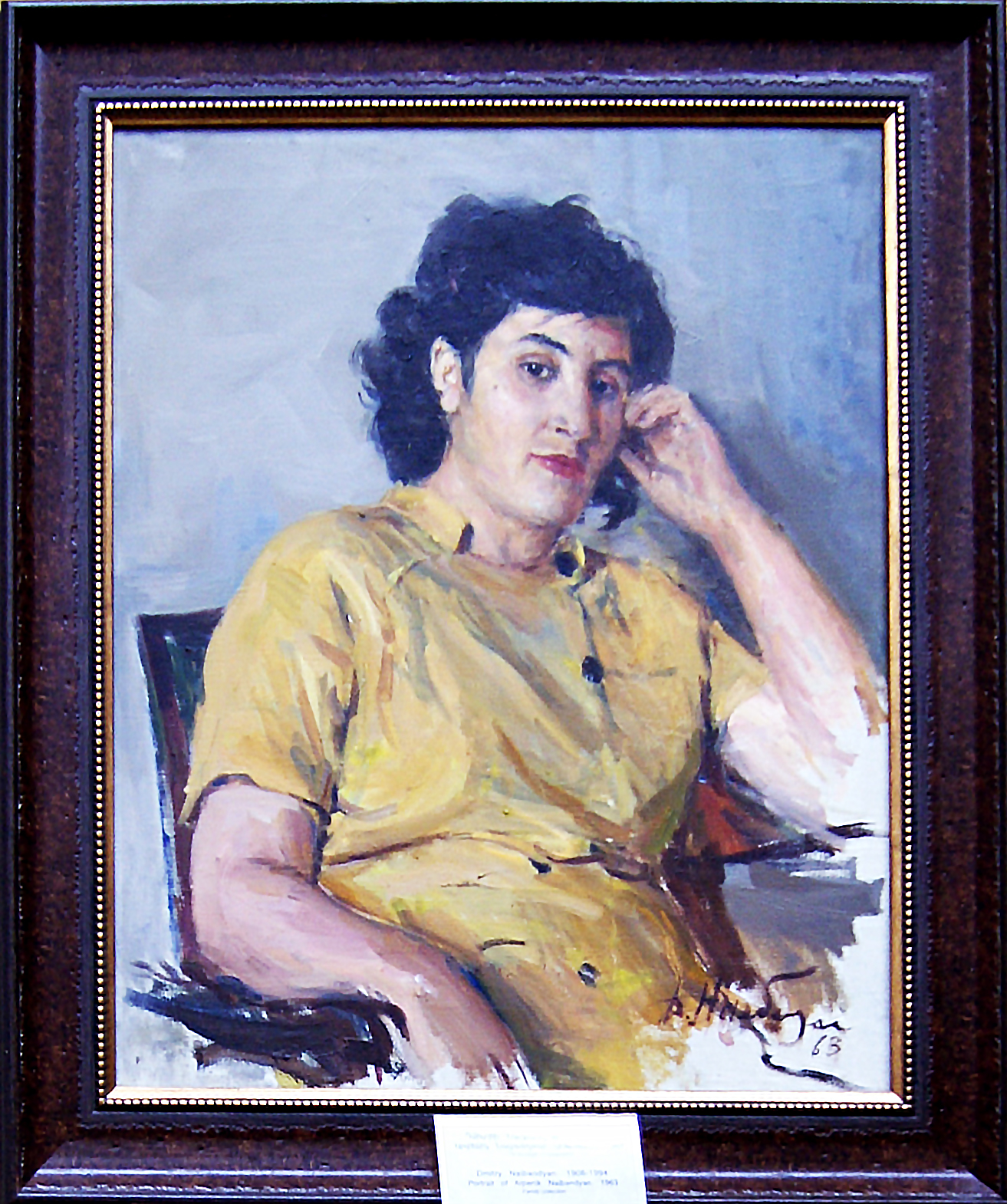
Selbstporträt Arpenik Nalbandian

Arpenik Nalbandian (armenisch Արփենիկ Նալբանդյան Arpenig Nalbandjan, geboren 23. Dezember 1916 in Tiflis; gestorben 17. Mai 1964 in Jerewan) war eine sowjetisch-armenische Künstlerin und Malerin.

## Leben und Werk
Arpenik Nalbandian wurde in Tiflis (Georgien) geboren. Nach Beendigung ihrer Schule studierte sie von 1935 bis 1941 Malerei an der Staatlichen Kunstakademie Tiflis. Zwei Jahre später wurde sie in den Armenischen Künstlerverband aufgenommen. Ab 1946 unterrichtete sie am Institut für Bildende und Darstellende Künste in Tiflis. 1948 und 1952 wurde sie in die Stadtverordnetenversammlung von Tiflis gewählt. Ab 1957 lehrte sie in Moskau.
Nalbandian hatte sich künstlerisch der Staffelmalerei gewidmet. Ihr bildnerisches Werk umfasst rund 500 Gemälde, wovon sich etwa 45 im Besitz der Nationalgalerie Armeniens in Jerewan befinden. Weitere Kunstwerke sind im Besitz der Georgischen Nationalgalerie, der Gyumri-Galerie sowie in Privatsammlungen.
Nalbandian war seit 1940 mit Eduard Isabekian, Professor für Malerei und Volksmaler von Armenien, verheiratet.  Aus der Ehe gingen zwei Söhne hervor, die ebenfalls als Maler künstlerisch tätig waren. Arpenik Nalbandian starb am 17. Mai 1964 in Jerewan.

## Auszeichnungen
Nalbandian wurde 1956 mit der Medaille „Verdienter Arbeiter“ und 1961 als „Volksmalerin von Armenien“ geehrt.

## Ausstellungen
- 1942: „Das Heldentum der Roten Armee“, Jerewan
- 1943: Reportageausstellung, Künstlerhaus, Jerewan (Einzelausstellung)
- 1948: 38 Werke, Künstlerhaus, Jerewan (Einzelausstellung)
- 1967: Künstlerhaus, Jerewan (Einzelausstellung)
- 1988: Porträtausstellung, Jerewan
- 2001: Albert & Tov Boyajian Gallery, Jerewan (Einzelausstellung)
- 2016: Einzelausstellung zum 100. Jahrestag von Arpenik Nalbandian in der Armenischen Nationalgalerie